# دولار السلام
دولار السلام هو دولار أمريكي سَك من العام 1921 إلي العام 1928، وسَك مرة أخرى 1934 - 1935 . صمم بواسطة أنطونيو دي فرانسيسكو، هذه العملة كانت نتيجة مسابقة للبحث عن تصميم رمزي للسلام. الوجه الخلفي يصور عقاب أصلع يمسك في راحته غصن زيتون، من أسطوره «السلام». كانت هذه العملة آخر عملة للولايات المتحدة سُكت بشكل دائري من الفضة
بإقرار قانوني لقانون بينمان عام 1918 طلب من الولايات المتحدة لصك النقود سَك ملايين من الدولارات الفضة، وبدءوا التنفيذ عام 1921، وأستخدموا تصميم دولار مورغن. علماء العمله بدءوا بالضغط علي مصنع صك النقود لإصدار عملة لإحياء ذكري السلام التابع الحرب العالمية الأولي؛ وبالرغم من فشلهم لأستمالت الكونغرس لتمرير وثيقة لإعادة التصميم، إلا أنهم اقنعوا المسؤولين الحكومين لإتخاذ الإجراءات اللازمة. وافق وزير وزارة الخزانة اندرو ميلون علي دولار السلام عام 1921، لإنهاء تغير تصميم عملة الولايات المتحدة الذي بدء عام 1907.
اعتقد العامة أن التصميم المطروح، الذي يحتوي على سيف مكسور، تفسير للهزيمة، مصنع صك العملة عمل سريعاً لإزالة السيف من التصميم. دولار السلام ضُرب لأول مرة 28 ديسمبر 1921، أكثر من مليون عملة كانت تحمل تاريخ 1921. عندما أصدر قانون متطلبات بيتمان 1928، توقف مصنع صك النقود عن سَك العملة، ولكن تم سَك نقود أكثر عام 1934-1935 نتيجة لقانون آخر. عام 1965، مصنع صك النقود ضرب أكثر من 300,00 من دولار السلام تحمل تاريخ 1965، ولكن لم يتم طرحها، وأعتقد الجميع أنه تم أذابتها.

## الخلفية والتحضير

### التاريخ القانوني
مرر قانون بلانداليسون Bland–Allison Act بواسطه الكزنغرس في 28 فبراير 1878، طالباً من الخزانة شراء بحد أدنى 2,000,000 دولار من الفضة المستخرجة محلياً وسكها إلى الدولار الفضي . استخدم مصنع الصك التصميم الجديد للنحات چورچ.ت.مورغن T. Morgan George حيث سكوا ماعرف بدولار مورغن. وتلاشت الكثير من القطع من خزائن البنك لإستخدامها كدعم للأوراق المالية للإسترداد كعملة فضية، عرفت بالشهدات الفضية. في عام 1890، طلب الشراء نظراً لقانون بلن اليسون تزايد بشده نظراً لقانون شيرمان لشراء الفضة. بالرغم من أن قانون شيرمان اُلغي عام 1893 إلا أن الحكومة لم تتوقف عن سك الفضة التي تم شراؤها لتحويلها إلى دولارات قبل عام 1904 . وبمجرد إنتهاءالفضة، انتهي إنتاج العملة.
وخلال الحرب العالمية الأولي، تمنت الحكومة الألمانية زعزعة استقرار الحكم البريطاني علي الهند وذلك من خلال إطلاق الشائعات بأن البرطانيين غير قادرين على استبدال جميع الأوراق المالية التي طُلبت من الفضة. وشائعة تكديس الفضة، تسببت في ارتفاع ثمنها، وهددت جهود الحرى البريطانية بالضرر. كما إتجهت بريطانيا إلى حالفتها في الحرب وهي الولايات المتحدة طالبة شراء الفضة لتزويد مؤنها وتخفيض السعر. ورد على هذا الطلب، الكونغرس ملررت قانون بيتمان في 23 أبريل 1918. هذا التشريع أعطى الولايات المتحدة السلطة لبيع المعادن إلى الحكومة البريطانية بأكثر من 350,000,000 دولاراً فضياً بمعدل دولاراً واحداً للاونصة الفضية بالإضافة إلى قيمة النحاس المستعمل في العملات وتغطية تكاليف الشحن. تم صهر270,232,722 عملة لبيعها لبريطانيا وكان هذا يمثل 47% من صك دولار مورغن. وطلبت الخزانة بموجب بنود القانون سك دولارات فضة جديدة لإستبدال ما تم صهره وسكه من الفضة التي تم شرائها من الشركة الأمريكي للصكوك.

### الفكرة والمحاولات التشريعية
من غير المؤكد من أنشأ فكرة عملة الولايات المتحدة للاحتفال بالسلام التابع للحرب العالمية الأولي؛ ترجع نشأة العملة في الغالب إلي مقاله كتبت بواسطة فرانك ديفيلد نشرت في نوفمبر 1918 في إصدار مجلة علماء جمع القطع النقدية، اقترح ديفيلد أن عمله النصر يجب أن تصدر في أعداد كبيرة لعدم تعرضها لأن تكون نادره فيما بعد. في أغسطس 1920، تم قرأت مقاله من قبل جامع لعملات فران زيربي من اتفاقة المؤسسة الأمريكية للمسكوكات في شيكاغو لتلك السنة. في مقاله تحت عنوان تداول قطعة نقدية لإحياءالسلام، زيربي دعا لإصدار عُملة للاحتفال بالسلام قائلاً:
عرض زيربي أدي الي تعيين لجنه لأرسال العرض إلي الكونغرس والحث علي اعتماده. وفقا لمؤرخ العملات والتر بريين، «من الواصخ إن هذه أول مره لجامع عملات من أي وقت مضي أن يمارس نفوذاً سياسياً بما فيه الكفاية للتأثير علي مكتب لجنه سَك العملة ولكن أيضاً علي الكونغرس». شملت اللجنة جامع عمله مشهور وغضو الكونغرس وليان.أ.اشبروك (ديمقراطي ولايه أوهايو)، الذي ترأس لجنه مجلس النواب لسك العملة والمكاييل والأوزان حتي اكتسب الجمهوريين السيطرة في الانتخابات التالية عام 1918.

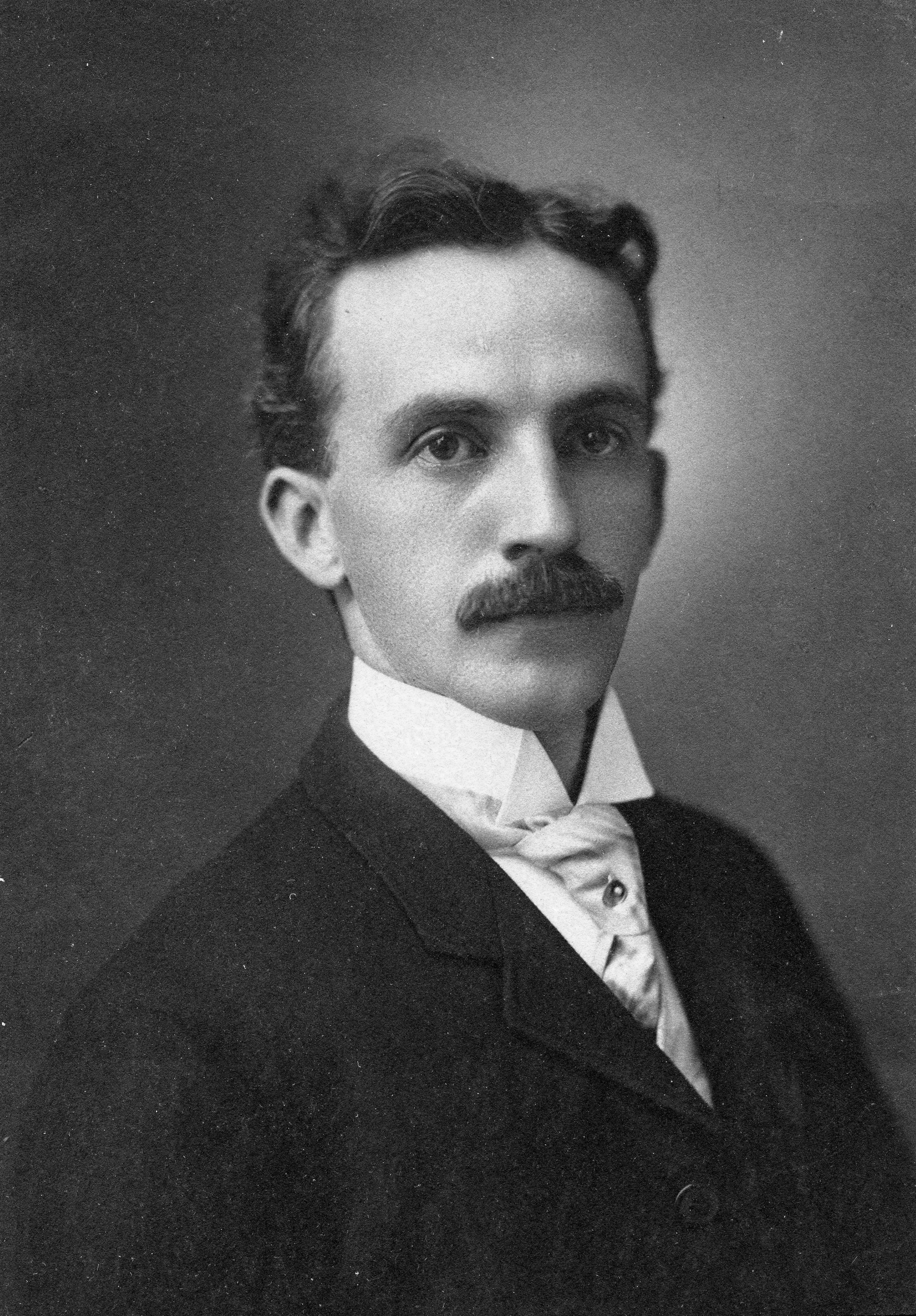
تسببت مقاله جامع العملات فران زيربي في اتفاقية المؤسسة الأمريكية للمسكوكات 1920 الي تأسيس جمعية للدفاع عن عملة السلام.

أشبروك هزم في إعاده الانتخابات عام 1920، في ذلك الوقت لم تنتهِ شروط الكونغرس حتي 4 مارس من العام التالي. لقد كان صديقاً لرئيس اللجنة الجديد ألبرت هنري فيستال (جمهوري إنديانا)، اقنعه بوضع لجنة استماع لطلب عملة السلام في 14 ديسمبر 1920. وبالرغم من عدم وجود قانون وُضع قبل ذلك. استمعت اللجنة إلي مندوبين المؤسسة الأمريكية للمسكوكات، ناقشت الأمر، وفضلت استخدام الدولار الفضي، الذي كان عملة كبيرة لها مجالاً كثيراً لأي تصميم فني. اللجنة لم تتجذ أي إجراء فوري؛ بعد تولي هاردينج الرئاسة عام 1921، تقابل فيستال مع وزير الخزانة الجديد: اندرو.و. ميلون ومدير مصنع الصكوك رايموند. ت. باكر بخصوص هذا الموضوع، ووجدهم مشجعين للأمر طالما أن إعادة التصميم لن تتضمن أي نفقه.
9 مايو 1921، تم أستئناف سك دولار مورغن في فيلادلفيا لسك النقود تحت دعوي لإعادة السك بواسطة قانون بيتمان. في اليوم نفسه، قدم عضو الكونغرس فيستال مشروع تفويض دولار السلام باعتباره قرار مشترك. وضع مشروع القانون في تقويم المجلس للمناقشه بموافقه بالإجماع، ولكن الكونغرس أجله لفترة طويلة دون اتخاذ أي إجراء. عندما قام الكونغرس بالنظر فيه، طلب فيستال بموافقة جماعية لتمرير القانون في أغسطس 1921 . ومع ذلك، اعترض جيمس.ر.مان (الينوي)، أحد الممثلين في المجلس، القيادي السابق في حزب الجمهوريين، وأشار روجر بيوردتي مؤرخ العملة إلي أن مكانه جيمس.ر.مان في مجلس الشعب تؤكد ان القانون لن يمرر. ومع ذلك تقابل فيستال مع المؤسسة الأمريكية للمسكوكات وأخبرهم بأنه يأمل أن الكونغرس يعيد النظر في القانون عندما ينعقد ثانياً في ديسمبر 1921 .

### المنافسة
- في وقت غير محدد بعد طلب جلسة استماع من المؤسسة الأمريكية للمسكوكات في ديسمبر 1920، أصيب شارليز موور رئيس لجنة الولايات المتحدة للفنون الجميلة بالقلق من الإجراءات المقترحة في الكونغرس، فقرر أن يتقصى الأوضاع.[10]
- حيث تقابل موور وعضو اللجنة وجايمس ايرل فريزر مصمم بافلو نيكل جمعياً مع بايكر مدير مصنع الصكوك في 26 مايو 1921، واتفقوا علي أن يكون هناك اقتراح لعقد مسابقة لتصميم دولار، برعاية اللجنة. أصبح هذا رسمياً.
- 26 يوليو عند إرسال توصية خطية إلي مصنع الصكوك بأن المسابقة، مُتاحة فقط للنحاتين المدعوين لاختيار التصاميم.[13] سيأخذ الفائز في المسابقة جائزة مادية قيمتها 1,500 $ أما باقي المشتركين ف 100$ .[14]
- 28 يوليو أصدر الرئيس هاردينج أمراً إجرائياً تحت رقم 3524، مُطالباً بتقديم تصاميم العملة إلي اللجنة قبل موافقة وزارة الخزانة.[15]
- في مطلع شهر سبتمبر، بعد فشل مشروع القانون، إتصل بايكر بموور لوضع المسألة جانباً ريثما يتم إتخاذ إجراء من قبل الكونغرس.[13]

بحلول نوفبر، أدرك دُعاة دولار السلام أم موافقة الكونغرس غير ضرورية. كما أن دولار موغن تم سكه لمدة 25 عاماً، وكان مؤهلاً للاستبدال من قبل السلطة التقديرية لوزير الخزانة بموجب قانون 1890 . كان تصميم مورغن يستخدم كميات كبيرة من الدولار الفضة، كما أن مصنع الصكوك ضرب بدائل للعملات المذابة بموجب قانون بيتمان. بالغم من أن الكونغرس لم يعقد إلا أن بايكر تواصل مع فريزر في مطلع نوفمبر لمناقشه تفاصيل مسابقه التصميم. وفقاً لبردتي، اثير حماس بايكر من حقيقة أن الرئيس هاردينج كان علي وشك أن يُعلن رسمياً نهاية الحرب مع ألمانيا - هذا الإعلان مطلوبا لان الولايات المتحدة لم تصدق علي معاهدة فرساي. وبالإضافة إلي ذللك فأن المؤتمر المتعلق بنزع السلاح التي كانت تاملة الإدارة كان سيُعقد قريباً. 19 نوفمبر، اخطر فريزر المشاركين في المسابقة بخطاب شخصي، بعد أربع أيام أرسل القواعد والمتطلبات الرسمية، مع الوثائق المقدمة قبل 12 ديسمبر. المشاركين في المسابقة هم: هارمون ماكنيل، فكتور.د.برينر، وادولف وينمان، جميعهم صمموا عملات سابقة للولايات المتحدة.
صدر تعليمات للفنانين بتصوير رأس الحرية علي وجه العملة، علي أن يكون «جميل وذات طابع مميز علي قدر الإمكان». الوجه الخلفي للعملة يصور عقاب، كما هو منصوص عليه بواسطة قانون سك العملة عام 1792، ولكنه ترك لتقدير الفنانين، ولابد أن يحمل اسم البلاد الكثرة، وشعار  نثق في الله  وكلمة الحرية .
13 ديسمبر، اجتمعت اللجنة لمراجعة التصاميم المقدمة، بجانب مجموعة ينتجها رئيس مصنع الصكوك النحات مورغن بناء علي طلب بايكر، ومجموعة أخرى غير مرغوب فيها من السيد فوليو من مدينه نيويورك. ومن غير المعروف كيف تم عرض التصاميم علي اللجنة. بعد نقاش هام دار بين كل من فريزر، موور وهربرت ادامز (النحات والعضو السابق في الجنة), لقد تم اختيار انطونيو دي فرانسيسكو بالإجماع.

## أرقام سَك العملة
لم تعد أي من مسكوكات دولار السلام نادرة، حيث يعرض دليل إرشادي لعملات الولايات المتحدة، أو مجلة ريدبوك، قائمة بعملات منخفضة القيمة في معظم سنوات الإصدار والتي تم تداولها بقيمة قانونية تفوق بقليل قيمتها كمعدن.

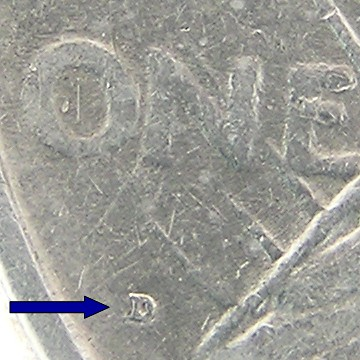
موقع علامه صك دولار السلام

| العام   | فلادلفيا    | دنفر       | سان فرانسيسكو |
| ------- | ----------- | ---------- | ------------- |
| المجموع | 111,230,179 | 27,061,100 | 52,286,000    |
| 1921    | 1,006,473   |            |               |
| 1922    | 51,737,000  | 15,063,000 | 17,475,000    |
| 1923    | 30,800,000  | 6,811,000  | 19,020,000    |
| 1924    | 11,811,000  |            | 1,728,000     |
| 1925    | 10,198,000  |            | 1,610,000     |
| 1926    | 1,939,000   | 2,348,700  | 6,980,000     |
| 1927    | 848,000     | 1,268,900  | 866,000       |
| 1928    | 360,649     |            | 1,632,000     |
| 1934    | 954,057     | 1,569,500  | 1,011,000     |
| 1935    | 1,576,000   |            | 1,964,000     |

### قائمه مراجع
1. ↑  Van Allen & Mallis 1991، صفحة 25.
2. 1 2 3  Van Allen & Mallis 1991، صفحة 30.
3. ↑  Burdette 2008، صفحات 3–4.
4. ↑  Van Allen & Mallis 1991، صفحة 31.
5. ↑  Burdette 2008، صفحة 14.
6. 1 2 3  Van Allen & Mallis 1991، صفحة 409.
7. ↑  The Numismatist October 1920.
8. 1 2  Breen 1988، صفحة 459.
9. ↑  Burdette 2005، صفحات 189–191.
10. 1 2  Burdette 2008، صفحة 17.
11. ↑  Breen 1988، صفحة 460.
12. 1 2  Burdette 2005، صفحات 192–193.
13. 1 2  Burdette 2008، صفحات 21–22.
14. ↑  Van Allen & Mallis 1991، صفحة 410.
15. ↑   & Stathis 2009، صفحة 15.
16. ↑  Richardson 1891، صفحات 806–807، 26 Stat L. 484, amendment to R.S. §3510.
17. 1 2  Burdette 2005، صفحات 194–195.
18. ↑  Burdette 2005، صفحات 196–197.
19. 1 2  Burdette 2005، صفحات 197–198.
20. 1 2  Burdette 2005، صفحة 198.
21. ↑  Burdette 2008، صفحات 27–28.

## وصلات خارجية
- صور دولار السلام
- خرائط دولار السلام ومورغن وموقع لمراجع متعدده
- حوار مع مؤرخ دولار السلام روجر بيردتي